# جان کوپر (اسلام‌پژوه)
جان (یحیی) کوپر (۲۴ اوت ۱۹۴۷–۹ ژانویه ۱۹۹۸) اسلام‌پژوه انگلیسی و استاد زبان فارسی در دانشکده شرق‌شناسی دانشگاه کمبریج بود.

## آثار
- راهنمای اعتقادات و اعمال اسلامی
- اسلام و مدرنیته: روشنفکران مسلمان پاسخ می‌دهند
- علم جهانی: مقدمه ای بر متافیزیک اسلامی